# JJ72
JJ72 foi uma banda irlandesa de rock alternativo, formada em Dublin. Algumas das principais canções do grupo incluem "Oxygen", "October Swimmers", "Long Way South", "Snow" e "Algeria".

## Integrantes
- Mark Greaney - vocal e guitarra
- Sarah Fox - baixo
- Fergal Matthews - bateria
- Hilary Woods - baixo (deixou o grupo em 2003)

## Discography

### Álbuns
| Ano  | Detalhes                                                            | Posição mais alta na parada | Posição mais alta na parada | Posição mais alta na parada | Certificações       |
| Ano  | Detalhes                                                            | IRE                         | UK                          | FRA                         | Certificações       |
| ---- | ------------------------------------------------------------------- | --------------------------- | --------------------------- | --------------------------- | ------------------- |
| 2000 | JJ72 - Lançamento: 28 de Agosto de 2000 - Selo: Lakota Records      | 7                           | 16                          | —                           | - Reino Unido: Ouro |
| 2002 | I to Sky - Lançamento: 11 de Outubro de 2002 - Selo: Lakota Records | 10                          | 20                          | 124                         |                     |

### Singles
| 1999                                           | "Pillows" ("Oxygen") (demo) | —  | —   | —  |          |
| 1999                                           | "October Swimmer"           | —  | —   | —  |          |
| 2000                                           | "Snow"                      | —  | 80  | —  |          |
| 2000                                           | "Long Way South"            | —  | 68  | —  | JJ72     |
| 2000                                           | "Oxygen"                    | 42 | 23  | —  | JJ72     |
| 2000                                           | "October Swimmer"           | 50 | 29  | 86 | JJ72     |
| 2001                                           | "Snow"                      | 33 | 21  | —  | JJ72     |
| 2001                                           | "Algeria" (promo)           | —  | —   | —  | JJ72     |
| 2002                                           | "Formulae"                  | 24 | 28  | —  | I to Sky |
| 2003                                           | "Always and Forever"        | —  | 42  | —  | I to Sky |
| 2005                                           | "She's Gone"                | —  | 136 | —  |          |
| 2005                                           | "Coming Home"               | 38 | 52  | —  |          |
| "—" mostra músicas que não entraram na parada. |                             |    |     |    |          |